# XVIII Premis de la Unión de Actores
La XVIII edició dels Premis de la Unión de Actores, corresponents a l'any 2008, concedits pel sindicat d'actors Unión de Actores y Actrices, va tenir lloc el 9 de març de 2009 al Circo Price. La gala fou dirigida per Eva del Palacio del Teatro Morboria. María Asquerino va rebre el premi a tota una vida.

## Candidatures

### Premi a Tota una vida
- María Asquerino

### Premi Especial
- Versión española (programa de TVE)

### Premi Mujeres de la Unión
- Elena Cánovas i Teatro Yeses

### Cinema

#### Millor actriu protagonista
- Carme Elias per Camino
- Carmen Maura per Que parezca un accidente
- Maribel Verdú per Los girasoles ciegos

#### Millor actor protagonista
- Raúl Arévalo per Los girasoles ciegos
- Víctor Clavijo per Tres días
- Juan Luis Galiardo per Martes de carnaval
- Mariano Venancio per Camino

#### Millor actriu secundària
- Penélope Cruz per Vicky Cristina Barcelona
- Chus Lampreave per Fuera de carta
- Ana Wagener per El patio de mi cárcel

#### Millor actor secundari
- Jordi Dauder per Camino
- Eduard Fernández per Tres días
- Eduardo Noriega per Transsiberian

#### Millor actriu de repartiment
- Lola Casamayor per Camino
- Ana Gracia per Camino
- Natalia Mateo per El patio de mi cárcel

#### Millor actor de repartiment
- José Ángel Egido per Los girasoles ciegos
- Pepe Ocio per Camino
- Luis Varela per Fuera de carta

#### Millor actriu revelació
- Macarena Gómez per Sexykiller
- Esperanza Pedreño per Una palabra tuya
- Violeta Pérez per El patio de mi cárcel

#### Millor actor revelació
- Roberto Álamo per Urtain
- Miguel Ángel Silvestre per Sin tetas no hay paraíso
- Ben Temple per Cazadores de hombres

### Televisió

#### Millor actriu protagonista
- Ana Duato per Cuéntame cómo pasó
- Nathalie Poza per LEX
- Concha Velasco per Herederos

#### Millor actor protagonista
- Roberto Enríquez per La Señora
- Luis Merlo per El internado
- Pepe Viyuela per Aída

#### Millor actriu secundària
- Ana Labordeta per Amar en tiempos revueltos
- Marina San José per Amar en tiempos revueltos
- Ana Wagener per La Señora

#### Millor actor secundari
- Félix Gómez per Herederos
- Nancho Novo per El síndrome de Ulises
- Ángel Pardo per Amar en tiempos revueltos

#### Millor actriu de repartiment
- Saturna Barrio per Amar en tiempos revueltos
- Berta Ojea per La Señora
- Marisol Rolandi per Hospital Central

#### Millor actor de repartiment
- Juan Díaz per Sin tetas no hay paraíso
- Carlos Santos per Los hombres de Paco
- Luis Varela per Camera Café

### Teatre

#### Millor actriu protagonista
- Núria Espert per Hay que purgar a Totó
- Nuria Gallardo per Sonata de otoño
- Carmen Machi per La tortuga de Darwin

#### Millor actor protagonista
- Joan Crosas per Sweeney Todd
- Adolfo Fernández per Cantando bajo las balas
- Rafael Núñez per Los cuernos de don Friolera

#### Millor actriu secundària
- Malena Alterio per Tío Vania
- Trinidad Iglesias per Las cuñadas
- Violeta Pérez por Carnaval

#### Millor actor secundari
- Ángel Pardo per Mentiras, incienso y mirra
- César Sánchez per Carnaval
- Julián Villagrán per La taberna fantástica

#### Millor actriu de repartiment
- Karmele Aramburu per Las cuñadas
- Pilar Gil per Sonata de otoño
- Gracia Olayo per Silencio, vivimos

#### Millor actor de repartiment
- Manuel Millán per Hay que purgar a Totó
- Diego Pizarro per Los cuernos de don Friolera
- Miguel Zúñiga per La taberna fantástica